# Buena Vista (Georgia)
Buena Vista város az USA Georgia államában. Lakosainak száma 1585 fő (2020. április 1.).

## Népesség
A település népességének változása:
| Lakosok száma | 1664 | 2173 | 1585 |
|               | 2000 | 2010 | 2020 |